# Le Jeune Homme capricieux
Pour plus de détails, voir Fiche technique et Distribution.
Le Jeune Homme capricieux (戦国奇譚 気まぐれ冠者, Sengoku kitan: Kimagure kaja) est un film japonais écrit et réalisé par Mansaku Itami, sorti en 1935.

## Synopsis
Un jeune samouraï et ses deux compères s'invitent à l'improviste à un tournoi de sabre et se voient offrir un emploi auprès du seigneur qui a organisé la compétition. Ce dernier demande au samouraï de se rendre à Edo pour enquêter sur la rumeur d'une rébellion fomentée contre lui.

## Fiche technique
- Titre original : 戦国奇譚 気まぐれ冠者 (Sengoku kitan: Kimagure kaja?)
- Titre français : Le Jeune Homme capricieux[1]
- Réalisation et scénario : Mansaku Itami
- Assistant réalisateur : Kiyoshi Saeki
- Photographie : Hideo Ishimoto (ja)
- Sociétés de production : Kataoka Chiezo Productions
- Pays d'origine :  Empire du Japon
- Langue originale : japonais
- Format : noir et blanc — 1,37:1 — 35 mm — son mono
- Genre : aventure, jidai-geki
- Durée : 75 minutes
- Date de sortie :
  - Empire du Japon : 30 mai 1935[2]

## Distribution

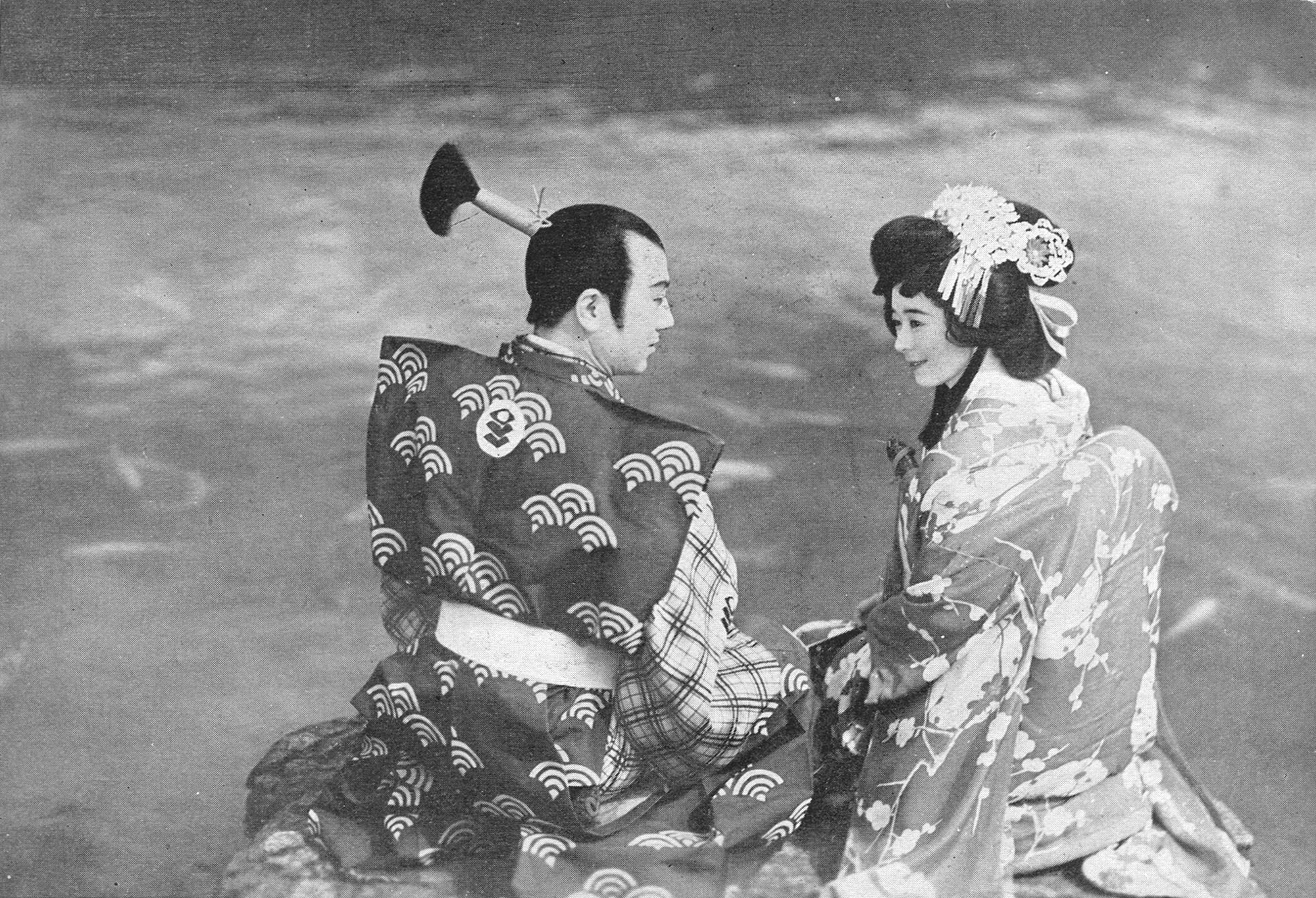
Scène du film avec Chiezō Kataoka et Haruyo Ichikawa.

- Chiezō Kataoka : le jeune homme capricieux
- Kunio Tamura (ja) : Kanju le barbu
- Kajō Onoe (ja) : Kiso
- Michisaburō Segawa (ja) : Seki Uzaemon
- Haruyo Ichikawa : la princesse Tsubaki
- Joe Ohara (ja) : le seigneur du clan ennemi
- Ryōsuke Kagawa (ja)
- Seinosuke Hayashi (ja)
- Ryūsei Itō
- Yo Komai
- Kyōko Mitani : servante
- Toshiko Miyagawa : femme de chambre
- Kinko Namiki : femme de chambre